# Judi Brown
Judith „Judi” Lynne Brown, później nosiła nazwiska King i Clarke (ur. 14 lipca 1961 w Milwaukee, w stanie Wisconsin) – amerykańska lekkoatletka specjalizująca się w długich biegach płotkarskich, wicemistrzyni olimpijska z Los Angeles (1984) w biegu na 400 m przez płotki.

## Sukcesy sportowe
- czterokrotna mistrzyni Stanów Zjednoczonych w biegu na 400 m ppł – 1984, 1985, 1986, 1987[1]

| Rok  | Miasto       | Zawody                      | Konkurencja        | Wynik         |
| ---- | ------------ | --------------------------- | ------------------ | ------------- |
| 1983 | Caracas      | igrzyska panamerykańskie    | bieg na 400 m ppł  | złoty medal   |
| 1983 | Caracas      | igrzyska panamerykańskie    | sztafeta 4 × 400 m | złoty medal   |
| 1984 | Los Angeles  | letnie igrzyska olimpijskie | bieg na 400 m ppł  | srebrny medal |
| 1985 | Rzym         | Finał Grand Prix IAAF       | bieg na 400 m ppł  | złoty medal   |
| 1987 | Indianapolis | igrzyska panamerykańskie    | bieg na 400 m ppł  | złoty medal   |
| 1987 | Rzym         | mistrzostwa świata          | bieg na 400 m ppł  | 8. miejsce    |

## Rekordy życiowe
- bieg na 400 m przez płotki – 54,23 – Indianapolis 12/08/1987